# Laraesima ecuadorensis
Laraesima ecuadorensis es una especie de escarabajo longicornio perteneciente a la tribu Compsosomatini, de la subfamilia Lamiinae, orden Coleoptera.
Mide 7 mm de longitud. En el museo de Zoología de la Universidad de São Paulo se encuentra un ejemplar de la especie.

## Taxonomía
Se atribuye su descripción al entomólogo Stephan von Breuning, quien la citó por primera vez en 1974. La especie aparece registrada en la sección Neue Lamiinae aus den Beständen des Staatlichen Museums für Tierkunde Dresden (Coleoptera, Cerambycidae) de Reichenbachia, 15 (5): 37–42, publicada por Breuning Stephan en 1974.

## Distribución
Se distribuye por América del Sur, específicamente en Ecuador.